# Вошкин, Андрей Алексеевич
Андрей Алексеевич Вошкин (род. 18 декабря 1973 года) — российский учёный-химик, член-корреспондент РАН (2022).

## Биография
Родился 18 декабря 1973 года.
В 1997 году — окончил МИТХТ.
В 2003 году — защитил кандидатскую диссертацию, тема: «Исследование экстракции солей металлов бинарными экстрагентами на основе четвертичных аммониевых оснований».
В 2013 году — защитил докторскую диссертацию на тему «Физико-химические основы и аппаратурное оформление экстракции слабых кислот и солей редких металлов бинарными экстрагентами».
С 1997 года — работает в ИОНХ РАН, с 2016 года по настоящее время — заместитель директора по научной работе, заведующий лабораторией теоретических основ химической технологии.
В 2022 году — избран членом-корреспондентом РАН от Отделения химии и наук о материалах.

## Научная деятельность
Специалист в области химической технологии, ведет исследования процессов разделения компонентов жидких смесей.
Автор 150 научных работ, из них более 70 статей в ведущих российских и зарубежных журналах в области химической технологии, 9 патентов.
Основные научные результаты:
- разработаны физико-химические основы процессов экстракции стратегически важных органических и неорганических веществ в системах на основе ионных жидкостей, а также в двухфазных водных системах с водорастворимыми полимерами, перспективных в области гидрометаллургии, фармацевтики и биотехнологии;
- исследованы процессы бинарной экстракции и возможности применения бинарных экстрагентов для разделения редкоземельных, редких и других металлов;
- разработан новый высокоэффективный экстракционно-хроматографический метод разделения компонентов жидких смесей и устройство для его реализации.

Ведет преподавательскую деятельность: профессор кафедры «Химия и технология основного органического синтеза» МИРЭА.
Председатель Экспертного совета по химической технологии ВАК при Минобрнауки России, заместитель председателя Научного совета РАН по химической технологии, заместитель главного редактора журнала «Теоретические основы химической технологии», член редколлегии журнала «Processes» (MDPI), член редколлегии журнала «Химическая технология», член Российского химического общества имени Д. И. Менделеева, председатель диссертационного совета ИОНХ.2.6.13, член диссертационного совета ИОНХ.02.00.04, председатель ГЭК Химического факультета МГУ, председатель ГЭК РХТУ имени Д. И. Менделеева, член Ученого Совета ИОНХ РАН.

## Награды
- Медаль ордена «За заслуги перед Отечеством» II степени (5 февраля 2024 года) — за большой вклад в развитие отечественной науки, многолетнюю плодотворную деятельность и в связи с 300-летием со дня основания Российской академии наук[3]
- Почётный работник науки и высоких технологий Российской Федерации
- Лауреат премии г. Москвы в области образования (2019) — за вклад в работу по реализации проекта «Академический класс в московской школе»